# 立直
立直（リーチ、ローマ字: Riichi、拼音: Lìzhí）は、日本式麻雀においてその宣言によって成立する役である。
聴牌とリーチは少し違うが、歴史的には門前での聴牌であれば宣言なしでリーチ相当の1翻が得られるルールもあった（詳細は門前清を参照）。そのような経緯もあり、リーチは「門前」とも表現され、「メン」と略される。
立直の宣言を行うことを、「立直する」「立直をかける」のように表現する。立直の宣言を行う際には、場に千点棒を出す（供託する）が、この点棒を立直棒（リーチぼう）と呼ぶ。
宣言後は手牌を変えることができないなどの制限が付くが、和了したときに立直という役が上乗せされるため、点数は高くなる。また、一発や裏ドラなどのメリットがあるため、現代の日本式麻雀では少しでも聴牌の確率・スピード（牌効率という）を高めて立直をかけようとする傾向が強い。
立直という役は日本式麻雀に特異のものであり（#歴史を参照）、そのため日本式麻雀のことを「リーチ麻雀（英語: Riichi Mahjong）」と称することも多い。

## 歴史
現在の中国麻雀は立直という役を採用していない。しかし、立直の起源は中国の東北地方、かつての満州にあるという説がある。関東軍の将校らの間で遊ばれていた満州麻雀のリーチのルールが、戦後、満州からの引揚者によって日本に伝えられたのだという。さらに現在の立直は、1952年に日本麻雀連盟の天野大三が報知新聞（現在のスポーツ報知）で制定し、世間に広まった。立直を初めて成文化したこの「報知ルール」の制定は、戦後の麻雀ルールに大きな影響を与えたと言われる。なお、リーチの語源が英語のreachであるという話は、デタラメあるいはこじ付けの類であるという。
「立直」の英語表記には日本語のローマ字による「riichi」やピンインによる「li-zhi」が用いられるが、団体によっては「call」（宣言の意）と表記することもある。前述の通り「reach」は誤用であるが、Mリーグや最高位戦日本プロ麻雀協会など、「REACH」の表記を採用している放送対局も存在する。
本来、立直という役は、現在のダブル立直と同じものであった。つまり、局の最初の打牌の時にしか宣言できないものであった。時代が下るにつれて、局の最初の打牌でなくとも宣言できるというルールが考案されたが、当初はそれを「途中リーチ」と呼んで本来の立直（現在のダブル立直）と区別していた。この「途中リーチ」のルールが戦後急速に広まった結果、途中リーチのほうを「立直」と呼ぶようになり、それと区別するためにダブル立直という語が生まれた。
なお、この「途中リーチ」があまりにも特徴的であったため、当時普及しつつあったルールを総称してリーチ麻雀と呼ぶようになり、これがほぼそのまま現在のルールに受け継がれている。

## 立直のルール

### 事前の条件
以下の条件を全て満たす場合に、任意のツモ番（暗槓の直後でもよい）で立直の宣言を行うことができる。条件を満たしても必ずしも立直せずともよく、敢えて立直を行わないことをダマテン（黙聴）という。
1. 聴牌していること。
2. 門前であること。すなわち、チー、ポン、明槓をしていないこと。
3. トビ有りのルールならば、点棒を最低でも1000点持っていること。つまり立直棒として1000点を供託したときにハコを割ってしまうような場合、立直はできない。供託時にちょうど0点になる場合、認められる場合と認められない場合がある。トビ無しの場合にハコを割っていた場合も、点棒を借りてリーチをかけることを認める場合と認めない場合がある。
4. 壁牌（山）の残りが王牌を除いて4枚（三人麻雀では3枚）以上あること[8][9][10]。すなわち、立直を宣言した後で和了・鳴き・暗槓が入らないと仮定した際に、少なくとも1回の自摸が残されているということ。ただし、鳴きや暗槓が入って結果的に自摸の機会なく流局したとしてもペナルティはない。ルールによっては、王牌を除く壁牌が残り3枚（三人麻雀では2枚）以下の状態での立直（いわゆるツモ番なし立直）を認めることもある[11]。

後節#補足の節も参照のこと。

### 手順
立直の宣言は以下の手順を踏み、完了すれば立直が成立する。
1. 「リーチ」と明瞭に発声する。
2. 牌を横向きにして打牌する[注 1]。このとき打たれた牌をリーチ宣言牌という。
3. 立直棒を供託する（卓の中央に置く。リーチ棒置き場のある麻雀卓ではそこに置く）。

手順の2.において、リーチ宣言牌で他のプレイヤーがロン和了した場合は、立直は不成立となり、立直棒の供託は不要である。リーチ宣言牌がポン、チーまたは明槓された場合でも立直は成立し、立直棒を供託した後、リーチが成立した印として次巡の捨て牌を横向きに置く。
手順の3.において、前局以前にリーチを宣言した後流局したためリーチ棒が残っている場合があるが、その場合でも追加でリーチ棒を供託すれば差し支えなくリーチ宣言をかけることができる。

### 立直後の制約
立直を宣言した後、そのプレイヤーには次のような制約が課せられる。
1. 打牌の選択（手牌の入れ替え）ができない。つまり、和了する場合と後述の暗槓する場合を除いて、自摸した牌をそのまま捨てなければならない。
2. 他のプレイヤーが和了牌を捨てたとき、もしくは和了牌を自摸した時に、故意・過失を問わず和了しなかった場合、その後は振聴（フリテン）扱いとなる。手牌の入れ替えができないため、立直をかけた場合のフリテンは局が終了するまで絶対に解消しない。
3. 流局した場合、他のプレイヤーに手牌を開示して、聴牌していたことを明示する必要がある。このとき聴牌していないことが発覚した場合はノーテンリーチ（不聴立直）のチョンボとなる[注 3]。
4. チー・ポン・明槓ができない。また、暗槓については待ち牌の種類、面子構成、役[注 4]（プロ団体で役の減少が認められていないのは日本プロ麻雀連盟のみ）のいずれも変わらない場合に限って認められる（団体やハウスによっては、立直後の暗槓が一切禁止されている場合[12][13]や、雀鬼流などむしろ必ずしなければならない場合[注 5]もある）。

#### 立直後の暗槓が認められないケース
以下に例示するような暗槓をリーチ後に行うことは認められない。このような不正な暗槓を行ってしまった場合、和了ないし流局によって手牌が開示され、他家によって指摘された時点でチョンボとなる。ただし、リーチ後の不正な暗槓があったとしても、他家が和了した場合は一般的に手牌を開示する義務はないため、チョンボにはならず和了者の和了が有効となる。
（例）
待ちのタンピンだが、を暗槓してしまうと平和が消える上に待ちも変わってしまうため、槓できない。
（例）
上の例と同じく待ちで、の暗槓が認められないのは明らかだが、の暗槓も認められない。を暗槓しても待ちは変わらないが、待ちの意味合いが変わってしまうためである。この場合の待ちは、雀頭ののリャンメン待ちの片方であると同時に、雀頭ののカンチャン待ちでもある。をカンすると後者のカンチャン待ちが消えてしまい、234の三色同順も消えてしまう。
（例）
のシャンポン待ちと同時に、のカンチャン待ちともみなせる。よって、ないしを暗槓してしまうと、面子構成が変わりのカンチャン受けが消滅するため、もも暗槓できない。ただし、の暗槓は、面子構成も待ち方も変わらないため、認められる。
（例）
タンヤオ三暗刻にもタンピン一盃口にも取れるこの牌姿では、ももも暗槓できない。暗槓によって平和が消え、面子構成が変わってしまうためである。
（例）
上のような牌姿でのリーチの時に、を引いてを暗槓することを送り槓という。567だった萬子部分が678に変わり、面子構成が変わってしまうため、許されない。ただし、初期のオンライン麻雀では送り槓を認めているケースがあった。また、リアルの麻雀では送り槓の場合は手牌の開示だけではわからないため、リーチ後に暗槓をするときは自摸牌を手牌の中に入れず、手牌と自摸牌をはっきりと分けて公開しなければならない。
（例） 
この牌姿でを暗槓できるかどうかは、取り決めによる。自分が既にを暗槓しており、のカンチャン待ちは既に消滅しているため、を暗槓しても問題ないとする場合もある。一方で、待ち方としては待ちであるため、認められないと捉える場合もある。
（例）
およびの暗槓は九蓮宝燈が消滅するため認められない。どちらを暗槓しても面子構成も待ち（嵌）も変化しないが、役が変化するために認められないケースとなる。プロ団体においては認められていないのは日本プロ麻雀連盟のみ。

### 立直棒の取り扱い
立直したプレイヤーが供託した1000点（立直棒）は、その局に和了した者（立直した本人とは限らない）が取得する。流局した場合は次の局に繰り越される（次の局に和了した者が取得する）。なお、南4局で流局し、順位が確定したときの立直棒はトップの総取りとされることが多いが、リーチをかけた者に戻して計算するルールもある。
通常のルールである場合は和了さえすれば立直棒は戻ってくるため、立直で和了すれば最低でも1300点は保障されると考えてよい。ただし複数人の同時和了を認めるルールだった場合は供託料を上家優先で頭ハネもしくは極力折半する可能性があるため、立直料が全額は戻らずに実質的に1000点未満の和了になる可能性が生じる。近年は二家和の同時和了が認められていないことも多いが、認める場合は立直棒の扱いについて特に確認が必要になる。

## 牌姿の例
（例）
上の牌姿はで和了の形であるが、なにもしない状態では役が無いため、現行の一翻縛りのルールでは他家の打牌で和了ることができない（ツモれば門前清自摸和という役で和了れる）。しかし立直をすれば、立直という役がつくため他家の捨て牌でも和了ることができる。立直し、かつ自身のツモ牌で和了った場合、少なくとも立直・門前清自摸和と二つの役が複合する。ただし、立直をかけた後は、手牌を変えることが許されないため、手変りの可能性を捨てることにもなる。例えばこの牌姿ではをツモることで一盃口に手変りする。を暗刻にすることで役牌という和了役を付けつつ待ち変えすることもできる。をツモりを切ることで待ちに受け変えることもできる。こうした手変りの可能性を考慮すれば、立直のタイミングには注意が必要である。

## メリット
主なメリットは点数の向上である。
- 立直を宣言するだけで1翻の役が成立する。満貫未満の手であれば点数を2倍にすることに相当する。
- 他の役が成立していなくても（立直という役が付くので）和了できるようになる。
- 立直をかけて一巡以内に和了した場合には、さらに一発という1翻役が成立する。詳細は一発を参照のこと。
- 立直をかけて和了した場合、ドラ表示牌の下の牌もドラ表示牌として扱われる。これを裏ドラという。同様に槓ドラの下の牌もドラ表示牌（槓ウラ）とするルールも一般的である。裏ドラ（および槓ウラ）により、さらなる点数の上乗せが期待できる。ただし、和了するまでどの牌が裏ドラ（槓ウラ）になっているかはわからないため、偶然性が高い。
- 聴牌していることを周知するため、対戦相手はそれを踏まえて打牌をする事が多く、オリに回る（和了することを諦めて安全牌を切る）ことも少なくない。そのため、相手の和了や聴牌の可能性を少なくすることができる。
- 立直をかけた方がかえって相手からアガリ牌が出やすくなることがある（スジ引っ掛けなど）。

## デメリット
主なデメリットは、自分が聴牌であることを周知させてしまう点と、打牌の選択ができなくなる点である。
- 聴牌していることを周知するため、対戦相手の打牌が慎重になり、和了の可能性が低くなる。ダマテンの場合なら容易に和了できていたはずが、立直したことによって和了しにくくなるといったケースも少なくない。
- 打牌の選択ができないため、危険牌でも捨てなければならず、いわゆる「降りる」ことができない。したがって、放銃の危険性が高まる。
- 供託した1000点（立直棒）は、自分が和了しなかった場合には戻ってこないため、終盤などで順位争いに影響を及ぼすことがある。
- リーチ後にロン牌を見逃すとフリテン扱いになり、その後はロン和了ができなくなるため、特定の待ち牌で和了したい場合や特定の相手からロン和了したい場合には不利になる可能性もある。
- リーチをすると手牌を一切変更できなくなるため、現在よりも点数の高い手役を作ったり、和了しやすい待ちに変えたりする機会がなくなる。

## 補足
- 4人全員が立直をかけた場合（四家立直）、ルールによっては流局となる。
- トビ有りのルールの場合、残り1000点未満の状態からは立直ができない。立直した時点でハコを割ってしまうからである。残りちょうど1000点の場合に立直が掛けられるか否かについては扱いがいくつかに分かれる。「ちょうど0点は続行、マイナスになった時点でトビ」とする取り決めなら、残り1000点からでも立直できる。「ちょうど0点はトビ」とする取り決めなら、残り1000点からは立直できない（その場合は残り1100点以上持っていなければ立直できないということになる）。ただし「ちょうど0点はトビ」のルールでも、立直をかけて一時的に0点になるのを認めているルールもある。その場合、立直を掛けて残り0点になり、他人が残り0点のプレイヤー以外からロンをした場合や、そのまま流局して4人テンパイであればその時点でトビとなる[17][18]。
- 10000点棒や5000点棒しかない場合、それを立直棒とするが、他のプレイヤーが1000点棒に両替するのが一般的である（このとき、100点棒を10本出すことで立直棒とするプレイヤーもいる）。このような立直はマナー違反であるため、点棒収受時に手元に立直棒が残るようにしておくことが望ましい。
- ルールに基づいたリーチであるか確認するため、立直をかけた本人以外が和了した場合にも手牌を開示させるというルールもある。
- 立直後に理牌をすると、不正の疑いをかけられる可能性があるため、理牌を済ませてから立直を宣言するのが望ましい。
- コンピューターゲームにおいては立直をかけるとBGMが緊迫したものに変化するものなどの演出が施されることもある。
- 立直をかけたからといって、裏ドラを前もって確認したり、他家の手牌を覗いたりしてはいけない。出あがり・ツモあがりの選択や、安目見逃しの判断に利用できてしまうからである。[19]

## 立直のバリエーション

### 引っかけ立直
通常の両門待ちの場合、捨て牌に4があれば14待ちと47待ちは無い。同じく5が捨てられていれば、25待ちも58待ちも無く、6が捨てられていれば36待ちも69待ちも無い。従って、4に対する1と7、5に対する2と8、6に対する3と9は、両門待ちに関しては安全であると言える。こうした通念を逆手にとって、4に対する1と7、5に対する2と8、6に対する3と9をカンチャン・シャンポン・単騎で待ちにすることをスジ待ちと言い、スジで待つリーチを引っかけ立直という。
（例）
捨牌
待ち。特に、このケースのようにリーチ宣言牌のスジで待つ引っかけリーチを「モロひっかけ」（モロヒ）と言う。

### 振聴立直
フリテンの状態でかける立直をフリテン立直という。基本的には通常のリーチと同じ扱いだが、フリテンであるためにロン和了ができずツモで和了るしかない。フリテン立直を敢行する例としては、以下の例が考えられる。
- 相手への牽制（相手には通常のリーチと区別が付かないため）
- 得点アップ（成功すればリーヅモも付く）
- 高目を追う（純チャン三色などで安目を引いてしまった場合や、高目が欲しい時に）
- 多面待ちで、引くチャンスがある場合

なお、フリテン立直自体を禁止しているルールもある。その場合、流局もしくはツモ和了など発覚した時点でチョンボとなる。
（例）
捨牌
待ちだが、待ちに含まれるを捨ててしまっているためフリテン立直となり、ツモで和了るしかない（はもちろん、が打牌されてもロン和了できない）。
（例）  ツモ
この場合、このまま和了ると役はツモのみだが、点棒状況・局の進み具合から手牌のを捨ててフリテン立直を敢行することも考えられる。成功して高目を引けば、リーチ・ツモ・ピンフ・ジュンチャン・三色同順の倍満まで見える。

### ダブル立直
最初の打牌で立直することをダブル立直といい、1翻増しの2翻となる。ただし、その前にポン、チー、明カンがあった場合は、第一打牌で立直してもダブル立直とは認められない。漢字で二重立直とも書き、一般的には略して「ダブリー」と呼ばれる。第一ツモの時点で少なくとも聴牌していなければならないため、発生頻度は低い。

### オープン立直
オープンリーチは、リーチする際に手牌を他家に公開することにより、通常のリーチを1翻増しとするローカルルールである。通常のリーチ1翻+オープン1飜で2翻役として扱われる。開立直と漢字で書いて「オープンリーチ」と読ませる表記になっていることもある。また、略して「プンリー」と呼ばれることもある。
手牌の待ちの部分、あるいは手牌全体を公開することによって、和了牌が何であるかを他家に明示した状態で立直する。オープンするか否かは打ち手の自由だが、多門張でテンパイした場合など、ツモ和了の公算が大きい場合は、通常のリーチではなくオープンリーチにしたほうが期待値が高くなる。なお、通常のリーチと同じく、オープンリーチ以後は手牌の形を変えることが出来ない。
オープンリーチを受けた他家は、ルール上、オープンリーチの和了牌を場に捨てることができない。手牌すべてが当たり牌になるなどしてやむを得ずオープンリーチに振り込んだ場合や、あるいは不注意からオープンリーチの当たり牌を切ってしまった場合などは、オープンリーチの手牌の中身に関わらず（つまりたとえオープンリーチのみの手牌であっても）役満払いとなる。一方、別のリーチ者がオープンリーチに振り込んだ場合は、役満払いは適用されず、オープンリーチは2飜として計算される。
（例）オープンリーチに振り込まざるを得ないケースの牌姿例
相手 （オープンリーチ）
自分   ツモ            
相手の待ちは で、ツモってきた二萬を含め手牌5枚すべてが当たり牌になっている状態。
テンパイ形と待ち牌が見えているので、オープンリーチありのルールでは、リーチ後のゲームバランスが通常のルールとは大きく異なってくる。通常のルールなら、リーチに対して切りづらい危険牌は複数ある。しかしオープンリーチに対しては、分かっている当たり牌を切りさえしなければそれでよく、当たり牌を余らせさえしなければ、回し打ちをする必要も降りる必要もない。加えて上の牌姿例のような惨事が発生する可能性もあり、かつその可能性は無視できるほど小さいものではない。そのためオープンリーチは、数あるローカル役の中でも最も大きくゲームの性質を変えてしまう役であると言える。
オープンリーチする理由
- 多面待ちでツモ和了の公算が大きい場合など、さらなる翻数アップを狙う。ツモの複合も考えれば、手役+3翻となる。
- フリテンなのでツモるしかない（ただし、フリテンの時はオープンできないルールもある）
- 上の牌姿例のように3副露もしくは4副露した者がいて、その者からのロン和了が期待できる（成功すれば前述の通り役満払いになる）
- 先にリーチしている者がいて、その者からの直撃ロン和了が期待できる（点棒状況的にその者から直撃したい場合など）
- 二飜縛りの状況でリーチ以外に役が作れず、出和了りが出来ない場合

オープンリーチに関する細目やレアケースなど
- 手牌がすべて当たり牌になってオープンリーチへの振り込みが確定してしまった者が、故意にチョンボをして損失を満貫分に抑えようとするのを回避するため、オープンリーチありのルールでは故意のチョンボを満貫払いではなく役満払いにすることがある。
- フリテンのオープンリーチに対しては、他家はその和了牌を場に捨てることができる。これは、オープンリーチの和了牌を捨ててはいけないという制約よりも、フリテンの制約のほうが優先されるためである。
- ダブル立直をオープンした場合、オープンとダブルの両方の効果が加算される。「オープン」+「ダブル」+「立直」で3飜とするのが「1飜増し」の定義通りだが、オープンリーチのダブル（2倍）で4飜とすることもあるようである。
- 国士無双の十三面待ちや九蓮宝燈の九面待ちなど役満の手をオープンリーチして振り込みが発生した場合、手牌の分とオープンへの振り込みの分を複合させてダブル役満とするか否かは、取り決め次第である。また、オープンリーチに手役やドラ・裏ドラ等がのりまくるなどして数え役満になったケースでも、手役分と振り込み分を両方カウントしてダブル役満とするか否かは、取り決め次第である。
- オープンリーチをする以前からリーチをしていた者の振込みは通常払いとするが、オープンリーチ以後にリーチをした者の振込みを、通常払いとするルールと役満払いとするルールの両方がある。また、オープンリーチをする以前からリーチをしていた者の振込みに対しては通常のリーチ扱い（1飜）とする場合もある。これらに関しては取り決め次第である。

### 即立直
即立直とは、聴牌した直後に立直すること。一般的には「即リー」と呼ばれる。
即リーは、少しでも早く立直することによって、相手に圧力をかける効果がある反面、手変わりの可能性を捨てることになるため、必ずしも有利な作戦とはいえない。より良い待ちや高い手役に変化する可能性が残されている場合、聴牌しても即リーせずに様子を見る場合も多い。一方、待ちや手役が変わる可能性が少ない場合や、立直しか役がなく、立直をかけないと和了できない場合は、聴牌したと同時に立直をかけることも多い。

### 追っかけ立直
追っかけ立直とは、他家が立直している状態で立直すること。
追っかけ立直のメリットは、先に立直をしている者は降りるという選択肢がない点である。したがって、追っかけ立直をすることで、先に立直した者を強制的に戦いに参加させることができる。先に立直をした者よりも自分の方が待ちが広い、または手が高いと予想される場合は、有力な戦法となる。その反面、先に立直をした相手は降りることがないため、必然的に乱戦となる。したがって、自分の手が安い場合や待ちが狭い場合は、メリットよりもデメリットの方が大きくなる可能性がある。

## 転用
「立直」の語は以下に転用されている。
- パチンコで、図柄の変動によって大当たりを期待させるアクションを「リーチ」と呼ぶ。リーチ (パチンコ)を参照。
- パチスロでは、ボーナスが成立した時のみ特別な制御で出現する出目を、リーチ目という。
- ビンゴゲームで、ある1つのマスに印がつけば1列に印がそろうようになる状態を「リーチ」と呼ぶ。リーチ (ゲーム)を参照。
- その他「落第にリーチがかかった」などと、ある状態が達成される寸前であることを「リーチ」と呼ぶ。

いずれも普通カタカナで書かれる。